# Oksitocinski receptor
Oksitocinski receptor, ili OXTR, je protein koji dejstvuje kao receptor za hormon i neurotransmiter oksitocin. Kod ljudi, oksitocinski receptor je kodiran OXTR genom., koji je lokalizovan na ljudskom hromozomu 3p25.

## Funkcija i lokacija
protein pripada familiji G-protein spregnutih receptora, specifično , i dejstvuje kao receptor za oksitocin. Njegova aktivnost je posredovana G proteinima koji aktiviraju više različitih sistema sekundarnih glasnika.
Oksitocinski receptori su izraženi u mioepitelijalnim ćelijama mlečnih žlezdi, i u miometrijumu i endometrijumu uterusa na kraju trudnoće. Sistem oksitocina ima važnu ulogu indukovanja uterinskih kontrakcija tokom porođaja i izbacivanja mleka.
Oksitocinski receptori su takođe prisutni u centralnom nervnom sistemu. Ti receptori modulišu više odlika ponašanja, poput stresa i anksioznosti, socijalne memorije i prepoznavanja, seksualnog i agresivnog ponašanja, druženja (afilijacije) i materinskog ponašanja.
Ko nekih sisara, oksitocinski receptori su takođe nađeni u bubrezima i srcu.

## Ligandi
Nekoliko selektivnih liganda oksitocinskih receptora je nedavno bilo razvijeno, ali značajna sličnost između oksitocinskog i srodnog vazopresinskog receptora onemogućava visoku selektivnost.

### Agonisti
Peptidi
- Oksitocin
- Demoksitocin
- Karbetocin

Non-peptidni
- Jedinjenje 39 ( selektivan u odnosu na vazopresin receptore)[13] Jedinjenje 39
- – anksiolitik kod miševa[12][14][15]

### Antagonisti
Peptid
- Atosiban

Non-peptidni
- [16][17]
- -L-371,257 (CAS# 162042-44-6)}-[18][19] – periferno selektivan (npr. slaba penetracija moždano-krvne barijere, malo centralnih efekata)[20]
- – centralno antagonist aktivan nakon periferne administracije

## Dodatna literatura
- „Symbol Report: OXTR”. Human Geneome Organization Gene Nomenclature Committee. Архивирано из оригинала 18. 06. 2010. г. Приступљено 11. 10. 2010.
- „Vasopressin and Oxytocin Receptors: OT”. IUPHAR Database of Receptors and Ion Channels. International Union of Basic and Clinical Pharmacology. Архивирано из оригинала 03. 03. 2016. г.
- Caldwell HK, Young WS 3rd (2006). „Oxytocin and Vasopressin: Genetics and Behavioral Implications”.  Ур.: Lajtha, Abel; Ramon Lim. Handbook of Neurochemistry and Molecular Neurobiology (3rd изд.). Berlin: Springer. стр. 573—607.

## Spoljašnje veze
- Oxytocin+receptor на 